# I Wonder Why
Singles de Dion and the Belmonts
No One Knows
(1958)
I Wonder Why est une chanson originellement interprétée par le groupe vocal américain Dion and the Belmonts. Ils l'ont sortie en single en 1958. C'était leur premier single chez Laurie Records, et la chanson est devenue leur premier hit.
La chanson se classa à la 47e position dans la première édition (pour la semaine du 4 août 1958) du classement Hot 100 établi par le magazine musical américain Billboard,,.
Le titre est utilisé dans la bande-originale du film Il était une fois le Bronx de Robert De Niro (1993).
En 1999, I Wonder Why a reçu le Grammy Hall of Fame Award.

## Composition
La chanson est écrite par Melvin Anderson et Ricardo Weeks.